# Juan Grabowski
Juan Fernando Grabowski (Rosario, Provincia de Santa Fe, Argentina, 9 de enero de 1982) es un exfutbolista y actual director técnico argentino. Jugaba de marcador central y su primer equipo fue Rosario Central y actualmente entrena al Vinotinto Ecuador de la Serie A de Ecuador. Su último club antes de retirarse Sportivo Las Parejas
Inmediatamente después de dejar el fútbol, se sumó al grupo de entrenadores de la Liga y el Federal A de Sportivo Las Parejas precisamente.

## Trayectoria

### Rosario Central
Debutó en el 2005 con el Rosario Central club en donde hizo las inferiores, fue promovido al primer equipo en el Apertura 2004, entre el 2004 y 2006 en su primera etapa con el cuadro canalla compartió el camerino con Ángel Di María, Pablo Vitti y el boliviano Ronald Raldes. También jugó la Copa Libertadores 2006, aquí varias diarios paraguayos le pusieron el apodo de Machetero de barrio debido a una fuerte entrada contra Jorge Achucarro el cual lo sacó de partido en el cotejo de Cerro Porteño contra Rosario Central.
Esa continuidad que no tuvo en Primera, la encontró en el Torneo de Ascenso con el Sarmiento de Resistencia. Su regular participación con el 'Decano' en la Nacional B probablemente le valió para pegar la vuelta al club canalla en 2007.
En el 2008 parte al Oriente Petrolero , siendo Ronald Raldes uno de los intermediarios, club en el que se convierte habitual titular compartiendo equipo con sus compatriotas Juan Maraude y Marcelo Aguirre.

### Total Chalaco
Luego de su gran temporada con el Sportivo Las Parejas fichó por el Total Chalaco, ese año a pesar de descender con su equipo hizo uno de sus mejores temporadas como profesional, siendo titular en 32 encuentros y anotando 2 goles.

### Coquimbo Unido
Luego de su gran año en Perú se marcha a la Primera B de Chile para jugar por el Coquimbo Unido club donde es considerado un baluarte.

## Clubes
| Club                     | País      | Año       |
| ------------------------ | --------- | --------- |
| Rosario Central          | Argentina | 2004-2006 |
| Sarmiento de Resistencia | Argentina | 2006      |
| Rosario Central          | Argentina | 2007      |
| Oriente Petrolero        | Bolivia   | 2008      |
| Sportivo Las Parejas     | Argentina | 2009      |
| Total Chalaco            | Perú      | 2010      |
| Coquimbo Unido           | Chile     | 2011-2014 |
| Everton                  | Chile     | 2014-2015 |
| Unión San Felipe         | Chile     | 2015-2016 |
| Sportivo Las Parejas     | Argentina | 2016-2018 |